# Палата представителей Иордании
Палата представителей Иордании (араб. مجلس النواب الأردني‎) — нижняя палата Парламента Иордании. Вместе с Сенатом формирует Народное собрание Иордании. Состоит из 130 депутатов, при этом 115 депутатов избираются в 23 избирательных округах, 15 мандатов зарезервированы для женщин, 9 — для христиан, 3 — для чеченцев и черкесов.
Спикер Палаты представителей (с 15 ноября 2022 года) — Ахмад Сафади.
Основана в 1947 году после обретения Иорданией независимости. Срок полномочий Палаты — 4 года. Последние выборы прошли 10 сентября 2024 года. В них участвовала 41 политическая партия из 48 зарегистрированных в стране.
| Партия                                                  | Мест |
| ------------------------------------------------------- | ---- |
| Исламский Фронт Действий                                | 10   |
| Замзам                                                  | 5    |
| Исламская Центристская партия                           | 5    |
| Партия Национального Курса                              | 4    |
| Партия Справедливости и Реформ                          | 2    |
| Гражданский Альянс                                      | 1    |
| Партия арабского социалистического возрождения Иордании | 1    |
| Иорданская Коммунистическая Партия                      | 1    |
| Национальный Союз                                       | 1    |
| Эль-Айн                                                 | 1    |
| Беспартийные                                            | 99   |
| Всего:                                                  | 130  |